# جی. روی هانت
جی. روی هانت (انگلیسی: J. Roy Hunt؛ ۷ ژوئیه ۱۸۸۴ – اکتبر ۱۹۷۲) یک فیلم‌بردار اهل ایالات متحده آمریکا بود. 

## فیلم‌شناسی
- دختر خدایان (۱۹۱۶)
- شرلوک هولمز (۱۹۲۲)
- آتش‌سوزی جنگل (۱۹۲۵)
- سوزان دیوانهٔ سرکش (۱۹۲۵)
- یک بوسه برای سیندرلا (۱۹۲۶)
- نیویورک (۱۹۲۷)
- تداخل (۱۹۲۸)
- من را به خانه ببر (۱۹۲۸)
- کلاه، کت و دستکش (۱۹۳۴)
- رینو (۱۹۳۹)
- سنکپ (۱۹۴۲)
- شکار مرگبار (۱۹۴۵)
- در خط آتش (۱۹۴۷)